# Campionati americani femminili di pallacanestro Under-16
I Campionati americani femminili di pallacanestro Under-16 (in inglese FIBA Americas Under-16 Championship for Women) sono una competizione sportiva continentale a cadenza biennale organizzata dalla FIBA Americas, la federazione americana della pallacanestro.
Si tratta di un torneo tra nazionali composte di giocatrici al di sotto dei 16 anni di età, ed è di solito valevole per la qualificazione ai Campionati mondiali Under-17.
La prima edizione fu organizzata nel 2009 in Messico.

## Albo d'oro
| Anno | Nazione ospitante | Finale 1º/2º | Finale 1º/2º | Finale 1º/2º  | Finale 3º/4º | Finale 3º/4º | Finale 3º/4º |
| Anno | Nazione ospitante | Vincitore    | punteggio    | Secondo posto | Terzo posto  | punteggio    | Quarto posto |
| ---- | ----------------- | ------------ | ------------ | ------------- | ------------ | ------------ | ------------ |
| 2009 | Messico           | Stati Uniti  | 103 - 52     | Canada        | Argentina    | 64 - 47      | Brasile      |
| 2011 | Messico           | Stati Uniti  | 73 - 40      | Brasile       | Canada       | 53 - 36      | Porto Rico   |
| 2013 | Messico           | Stati Uniti  | 82 - 48      | Canada        | Brasile      | 70 - 56      | Messico      |

## Medagliere
| Pos. | Paese       | Oro | Argento | Bronzo | Totale |
| ---- | ----------- | --- | ------- | ------ | ------ |
| 1    | Stati Uniti | 3   | 0       | 0      | 3      |
| 2    | Canada      | 0   | 2       | 1      | 3      |
| 3    | Brasile     | 0   | 1       | 1      | 2      |
| 4    | Argentina   | 0   | 0       | 1      | 1      |